# État-major interarmées du territoire national métropolitain
L'état-major interarmées du territoire national métropolitain (EMIA TN) est une unité militaire des forces armées françaises.

## Présentation
Le commandement "Terre" pour le territoire national, a été créé le 1er juin 2016 dans le cadre du plan de réorganisation de l'Armée de terre nommé « Au contact ». Il est placé sous l'autorité du major général de l'Armée de terre. 
Composé de véritables experts terrestres vis-à-vis de l'interarmées (Terre, Mer, Air) et de l'interministériel, cet état-major traite des questions relatives au déploiement et à l'engagement de l'armée de Terre sur le territoire national, en métropole, mais aussi en outre-mer. 
Il porte également deux projets stratégiques du Chef d'état-major de l'Armée de terre (France) (CEMAT), propres aux fonctions du général de délégué aux Réserves et de délégué à la Jeunesse pour l'armée de Terre.
Le COM TN pilier de niveau divisionnaire regroupe une vingtaine de commandements du niveau chef de corps, issus de cinq grandes formations : la Brigade de sapeurs-pompiers de Paris, les formations militaires de la sécurité civile, le 25e régiment du génie de l'air, le Service militaire adapté  et Service militaire volontaire en France, soit plus de 19 000 terriens et volontaires employés hors de l’armée de terre.
Le commandement terre pour le territoire national est installé à l'École militaire de Paris.
Le 1er juillet 2023, il devient l'état-major interarmées du territoire national métropolitain (EMIA TN).

## Unités et organismes dont l'EMIA TN assure la coordination
Unités militaires de l'Armée de terre subordonnées à l'état-major interarmées du territoire national métropolitain depuis 2023 :
| Unités                                                             | Abréviation | Localisation     | Fonction                         |  |
| ------------------------------------------------------------------ | ----------- | ---------------- | -------------------------------- |  |
| Brigade de sapeurs-pompiers de Paris                               | BSPP        | Paris            | Génie militaire, pompiers        |  |
| Brigade militaire de la sécurité civile                            | BMSC        | Paris            | Génie militaire, sécurité civile |  |
| 1er régiment d'instruction et d'intervention de la sécurité civile | 1er RIISC   | Nogent-le-Rotrou | Génie militaire, sécurité civile |  |
| 4e Régiment d'instruction et d'intervention de la sécurité civile  | 4e RIISC    | Libourne         | Génie militaire, sécurité civile |  |
| Unité d'instruction et d'intervention de la sécurité civile n°5    | UIISC 5     | Corte            | Génie militaire, sécurité civile |  |
| 7e régiment d'instruction et d'intervention de la sécurité civile  | 7e RIISC    | Brignoles        | Génie militaire, sécurité civile |  |